# Ōhope
Ōhope, häufig auch Ohope Beach genannt, ist ein Seebad im Whakatāne District der Region Bay of Plenty auf der Nordinsel von Neuseeland.

## Geographie
Ōhope befindet sich knapp 3 km östlich von Whakatāne und erstreckt sich über gut 9 km entlang des Strandes der Bay of Plenty, der auf diesem Abschnitt Ohope Beach genannt wird. Ein Teil des Ortes liegt auf der sich nach Osten hin erstreckenden Landzunge, die den Ōhiwa Harbour vom Pazifischen Ozean abtrennt.
Zum östlichen Ende des Ortes hin befindet sich eine in den Ōhiwa Harbour hineinragende Anlegestelle. Der Teil des Ortes wird Port Ōhope genannt.

## Geschichte
Der Küstenstreifen von Ōhope und das Hinterland wurde früh vom Māori-Stamm der Ngāti Awa besiedelt. Ab dem späten 18. Jahrhundert siedelten die Ngāti Hokopu und die Ngāti Wharepāia, die dem Stamm der Ngāti Awa zugeordnet werden konnte, großräumig in der Gegend. Auch heute leben noch Nachfahren der Stämme in Ōhope.
Das Waldgebiet, dass sich von der Küste rund 4 km ins Hinterland erstreckt, war früher Siedlungsgebiet der Stämme und beherbergte einige Pās (Dörfer). Heute steht das Gebiet als Ōhope Scenic Reserve unter Schutz, da der Wald Heimat des unter den Māori als Pōhutukawa bekannten Baumes und des Nordstreifenkiwis ist.

## Bevölkerung
Zum Zensus des Jahres 2013 zählte der Ort 2844 Einwohner, 0,3 % weniger als zur Volkszählung im Jahr 2006.

## Infrastruktur

### Straßenverkehr
Ōhope hat nach Westen eine knapp 5 km über die Hügel führende direkte Verbindung zu Whakatāne und darüber einen Anschluss an den New Zealand State Highway 30 und nach Osten eine Verbindung zum rund 10 km südöstlich vorbeiführenden New Zealand State Highway 2, der über eine 14,5 Straßenkilometer lange Verbindungsstraße über die Siedlung Wainui zu erreichen ist.

### Schiffsverkehr
Über Port Ōhope mit seiner Anlegestelle hat der Ort Zugang zum Pazifischen Ozean.

### Bildungswesen
Der Ort hat eine Grundschule, Ohope Beach Scholl genannt, für die Jahrgangsklassen 1 bis 6. Im Juli 2014 zählte die Schule 293 Schüler.

## Tourismus
Ōhope lebt vom Tourismus, spezielle von Erholungssuchenden. Als Badeort bietet Ōhope Küstenwanderungen, Radfahren, Mountain-Biking, Schwimmen, Surfen und Segeln an. Ein 18-Loch-Golfplatz befindet sich am östlichen Ende der Landzunge.